# Star Star
Star Star / Doo Doo Doo Doo Doo je druhý singl k albu Goats Head Soup rockové skupiny The Rolling Stones, který však vyšel pouze v některých evropských zemích namísto singlu Doo Doo Doo Doo Doo. Obě písně byly natočeny v roce 1973 ve studiu Olympic Sound v Londýně, rané verze písně obou písní pocházejí z roku 1972, kdy byly natočeny ve studiu Dynamic Sound Studios v Kingstonu na Jamajce. Singl vyšel v prosinci 1973. Obě písně vyšly na albu Goats Head Soup. Autory skladeb jsou Mick Jagger a Keith Richard.
základní informace:
A strana
"Star Star" (Jagger / Richard) - 4:25
B strana
"Doo Doo Doo Doo Doo (Heartbreaker)" (Jagger / Richard) - 3:27